# Улькин, Борис Григорьевич
Бори́с Григо́рьевич У́лькин (15 февраля 1938, Ташкент, Узбекская ССР — 2007, Москва, Российская Федерация) — российский архитектор.

## Биография
Борис Улькин родился в 1938 году в семье военного инженера под Ташкентом. Окончил Институт инженеров транспорта в Ташкенте.
Был главным архитектором Бухары, участвовал в создании оборонных объектов южного пояса, подземной и наземной системы «земля — воздух». Автор оригинального проекта Манежной площади в Москве. Автор нереализованного в связи со смертью проекта мемориального комплекса в Бесланe на месте школы № 1.

## Проект Манежной площади
Проект Манежной площади, разработанный Борисом Улькиным, предусматривал семь ярусов вместо сегодняшних трёх; ныне работают только три верхних яруса. Предполагалось выведение реки Неглинной из коллекторов на поверхность, что, соответственно, должно было увеличить общую площадь объекта до 154 тысяч квадратных метров вместо 62 тысяч. В проекте предусматривалась подземная развязка за счёт продолжения Тверской на её пересечении с Моховой. Также был разработан проект организации археологической работы и музеефикации — сохранения и дальнейшего экспонирования обнаруженных артефактов в подземном музее.
Его конкурсные проекты – а конкурсы были его стихией – ощущались как аномалии. <...> Его влекло к возвышенному – пространственные взлёты арок, сводов и куполов заполняют его архитектурные полотна. Он был мечтателем и романтиком, открывателем невиданных ранее пространств жизни, —
вспоминал об Улькине Андрей Гозак.